# Gregor Paul
Gregor Paul (* 22. Juli 1947 bei Magdeburg) ist ein deutscher Philosoph.
Paul ist außerplanmäßiger Professor für Philosophie am Karlsruher Institut für Technologie. Sein Interesse gilt neben Ästhetik und Logik vor allem der Philosophie der Menschenwürde und Menschenrechte und – unter besonderer Berücksichtigung dieser Bereiche – der Interkulturellen Philosophie. Nach 20 Jahren als Präsident der deutschen China-Gesellschaft ist er seit 2018 deren Ehrenpräsident.

## Biographie
Von 1966 bis 1971 studierte Paul Philosophie, Germanistik und Mathematik an den Universitäten in Tübingen, Heidelberg und Mannheim. Die Studien schloss er mit den Wissenschaftlichen Staatsexamina ab. Nach seiner Tätigkeit an einem Privatgymnasium von 1970 bis 1973 legte er auch die Pädagogischen Staatsexamina ab. Während seiner daran anschließenden Tätigkeit am Bismarck-Gymnasium Karlsruhe (1973 bis 79) unterrichtete er zeitweise auch am Abendgymnasium und an der Volkshochschule Karlsruhe und promovierte (1976) an der Universität Mannheim im Fach Philosophie. 1985 folgte an der Universität Karlsruhe die Habilitation.
Von 1979 bis 1985 war Paul als DAAD-Lektor an der Universität Kumamoto und von 1988 bis 1993 als DAAD-Lektor und 'Associate Professor' für Germanistik und Philosophie an der Universität Osaka in Japan tätig. 1987 bis 1988 war er Gastprofessor für Philosophie an der TH Kunming in China. In die Jahre zwischen 1979 und 1993 fielen auch ausgedehnte Studienreisen in Asien. 2005 bis 2006 war er Gastprofessor für Philosophie an der Universität Kyoto. 